# Цзен Цзіцзе
Цзен Цзіцзе (曾纪泽, 1839 —12 квітня 1890) — китайський державний діяч, дипломат, журналіст часів династії Цін.

## Життєпис
Народився у 1839 році у Сянсяні (провінція Хунань) у родині відомого політика та генерала Цзен Гуофана. Разом із батьком брав участь у придушені повстання тайпінів. У 1870 був прийнятий чиновником до одного з міністерств. У 1877 році успадкував титул хоу (маркіз) 1-го рангу.
У 1878 був призначений посланцем Цінської імперії у Великій Британії й Франції, займав цю посаду сім років до 1885 року. Він проявив себе як гарячий прихильник модернізації Китаю, особливо в технологічній області: його радник, інженер Ян Веньхуей, спеціально займався тим, що відбирав нове європейське наукове обладнання для відправки в Китай. Цзен Цзіцзе публікував статті в британській періодиці, завдяки чому заслужив визнання як у колег-дипломатів, так і широкої публіки, в першу чергу у Великій Британії.
Як дипломат досяг значних успіхів на посаді посланця до Російської імперії (1880 рік). Завдяки йому 1881 року було укладено Санкт-Петербурзький мирний договір, який переглядав російські завоювання 1879 року. Разом погано себе проявив у конфлікті з Францією 1883—1884 років, внаслідок чого Китай зазнав відчутних втрат.
Повернувшись до Пекіну, був призначений головою Палати зовнішніх зносин, на кшталт Міністерства закордонних справ. У 1889 році він очолив дипломатичний мовний коледж Тунвеньгуань. Помер від хвороби 12 квітня 1890 року.

## Літературна творчість
Відомий став завдяки своїм щоденникам (висвітлювалися дипломатичні події, життя у Китаї), які сучасні англомовні читачі відзначили як геніальний твір і надбання людства в низці рейтингів того часу. Також є автором трактатів «Про дипломатію», історичного твору «Велика Цін».

## Родина
Дружина — пані Лю, донька маркіза Лю Жуна.
Мав 3 сини та 2 доньки, ще прийомного сина. Вижили лише Цзен Гуанлуань й Цзен Гуанцюань (прийомний син).